# Songs to Fan the Flames of Discontent
Songs to Fan the Flames of Discontent to drugi album szwedzkiej grupy Refused. Tytuł płyty jest przedrukiem tytułu śpiewnika aktywisty Robotników Przemysłowych Świata Joe Hilla.

## Lista utworów
1. „Rather Be Dead” – 3:14
2. „Coup D'État” – 2:40
3. „Hook, Line and Sinker” – 2:44
4. „Return to the Closet” – 3:49
5. „Life Support Addiction” – 2:27
6. „It's Not O.K... (To Pretend Everything's Alright)” – 1:02
7. „Crusader of Hopelessness” – 2:50
8. „Worthless is the Freedom Bought...” – 1:32
9. „This Trust Will Kill Again” – 2:22
10. „Beauty” – 2:30
11. „Last Minute Pointer” – 2:55
12. „The Slayer” – 2:16